# Lineaż
Lineaż - termin określający wszystkich przodków w linii prostej, począwszy od pewnego konkretnego, wybranego w przeszłości. 

## Opis
Terminu tego użył po raz pierwszy E.E. Evans-Pritchard. Jest on podobny do rodu. Wspólnota lineażowa obejmuje wszystkich potomków danego 
przodka zarówno żywych, jak i zmarłych. Członków lineażu oprócz wspólnego pochodzenia łączą także wspólne wartości kulturowe i społeczne.
Patrylineaż określa zbiór przodków płci męskiej, a matrylineaż - płci żeńskiej. Przez najmniejszy lineaż należy rozumieć trzon rodziny wielkiej złożonej z przedstawicieli co najmniej trzech pokoleń.

## Występowanie
W wielu kulturach lineaż wpływa na pozycję społeczną, np. w krajach arabskich w istotny sposób wpływa na mahru, czyli wysokość posagu.